# Alan Grover
Alan Geoffrey Grover, avstralski veslač, * 24. september 1944, Sydney, † 12. maj 2019.
Grover je za Avstralijo kot krmar nastopil na treh Olimpijadah; 1964 (četverec s krmarjem), 1968 (osmerec) in 1972 (osmerec). Avstralski čoln je na igrah 1968 v Mexico Cityju osvojil srebrno medaljo.